# Estampida de El Paraíso
La Estampida de El Paraíso fue una estampida de más de 500 personas que ocurrió la madrugada del 16 de junio de 2018 en el Club Social Paraíso, también conocido como el Club Los Cotorros, en la urbanización El Paraíso en la ciudad de Caracas, Venezuela, después de que se detonara una bomba lacrimógena cuando un grupo de estudiantes de diferentes centros educativos celebraban su graduación, en la que fallecieron al menos 19 personas, entre ellas ocho menores de edad, y más de nueve personas resultaron heridas. De acuerdo con informes policiales oficiales, las muertes fueron causadas por asfixia y politraumatismos.

## Antecedentes
En Venezuela, el gas lacrimógeno es de estricto uso policial y militar. En 2018 se registraron varios incidentes con gas lacrimógeno en Venezuela que no habían dejado víctimas fatales. En febrero estallaron bombas lacrimógenas en estaciones del Metro de Caracas en tres ocasiones que autoridades calificaron como un acto de sabotaje para generar zozobra. El 19 de febrero una bomba estalló en la estación de Capuchinos, en el oeste de la ciudad; una granada también explotó en Plaza Venezuela, estación de transferencia de las principales líneas del servicio de metro, y días después otra fue lanzada en Petare, zona popular en el este de Caracas. En el pasado sedes de medios de comunicación con una línea editorial opositora al gobierno, como El Nacional y Globovisión, también han sido blancos de ataques con gas lacrimógeno. Medios de prensa han reseñado que varios de los artefactos y armas son obtenidos por civiles mediante robos y por la corrupción tanto de oficiales de policía como militares, y son usados con frecuencia por delincuentes. El concejal opositor y habitante de El Paraíso Jesús Armas declaró que en meses pasados se habían registrado otros incidentes violentos en el salón de fiestas, el cual afirmó que solía ser utilizado por ecuatorianos para eventos de proselitismo político y otras celebraciones.

## Estampida
Efecto Cocuyo reportó que, según uno de los sobrevivientes, a las 1:20 a. m. un grupo de jóvenes salió del baño del local discutiendo y entre golpes y patadas. Varios de los jóvenes rompieron botellas que tenían en las manos y amenazaron a sus contrincantes con ellas. Los presentes se apartaron mientras que los increpados corrieron hacia las escaleras, lanzaron la bomba lacrimógena y huyeron del local. Associated Press reportó que, según uno de los asistentes y padre de uno de los sobrevivientes que rindió declaraciones sobre el incidente ante el Cuerpo de Investigaciones Científicas Penales y Criminalísticas (CICPC), el artefacto lacrimógeno fue lanzado dentro de un baño. La puerta del club se cerró, sin precisarse si fue cerrada por quienes huyeron o por alguien dentro del edificio, impidiendo que las personas pudieran escapar del local. A pesar de que varias personas usaban sus teléfonos celulares para contactar al número de emergencia 911, a las 2:30 a. m. aún no había llegado ningún organismo de seguridad. Alrededor de las 2:40 a. m. llegó a la escena una patrulla del CICPC.
La información inicial fue difundida de forma extraoficial a través de minutas de la Policía Nacional Bolivariana (PNB), Guardia Nacional Bolivariana (GNB) y del CICPC; las cifras de fallecidos variaban de organismo en organismo. La Guardia Nacional precisó que los adolescentes murieron luego de ser trasladados a los centros de salud: once en el Hospital Pérez Carreño, tres en la Clínica Popular El Paraíso, dos Clínica Amay y uno en la Clínica Loira. La asfixia fue la causa de muerte de once de los diecisiete fallecidos. Debido a la escasez en Venezuela, los familiares declararon que no habían insumos en los hospitales para tratar a los heridos.
El ministro de interior Néstor Reverol declaró que en horas de la madrugada se originó una pelea en el club y que una de las personas involucradas lanzó una bomba lacrimógena trifásica que originó la estampida de más de 500 personas que se encontraban en el local. Néstor Reverol advirtió que uno de los heridos se encontraba en condición crítica.
Nazareth Duque, una de las sobrevivientes, aseguró que en la entrada del local se encontraban tres funcionarios de la Guardia Nacional que se negaron a prestarle ayuda y la golpearon en la cara; según ella, más de treinta personas fallecieron. Una de las madres de las víctimas estimó la cifra de 34 muertos.

## Responsabilidad
Ocho personas fueron detenidas, incluyendo a dos menores de edad, uno de ellos señalado de ser el responsable de activar la bomba lacrimógena. La encargada del local también fue arrestada por no garantizar una revisión adecuada de los asistentes y evitar el ingreso de armas a establecimientos públicos. Inicialmente Reverol anunció siete arrestos, pero en la tarde reportó en Twitter la captura de un adolescente de 16 años involucrado en el lanzamiento del artefacto. El club fue clausurado por el Ministerio Público para iniciar las investigaciones.